# Резня в Бьеловаре
Резня в Бьеловаре — преступления против военнопленных и гражданских лиц, совершённые в хорватском городе Бьеловаре 29 сентября — 4 октября 1991 года.

## История
В сентябре 1991 года по приказу хорватского президента Туджмана подразделения гвардии, полиции и паравоенные отряды начали нападения на все казармы и военные объекты Югославской Народной Армии, находящиеся на подконтрольной хорватам территории. В хорватской историографии это называется «Битва за казармы». Одной из таких казарм стал гарнизон ЮНА в городе Бьеловар, где дислоцировалась 265-я моторизованная бригада под командованием полковника Райко Ковачевича.

## Убийство военнопленных
29 сентября казарма «Божидар Аджия» была блокирована силами хорватской полиции и гвардии, после чего начался её штурм. Вечером того же дня гарнизон сдался, в плен попали 60 офицеров и 150 солдат. Они были построены на плацу, после чего полковник Ковачевич, подполковник Милько Васич и капитан Драгиша Йованович были расстреляны.
Ночью 4 октября были убиты ещё несколько пленных — Радован Барберич, Здравко Докман, Радован Гредельевич, Иван Хосяк, Бошко Радонич и Мирко Остоич. Гражданский Саво Ковач получил несколько ранений, но выжил.

## Приговор суда
21 декабря 2007 года хорватский жупанийский суд в Вараждине за помощь в совершении военных преступлений приговорил к тюремному заключению четырёх сотрудников хорватской полиции. Один из них получил четыре года тюрьмы, остальные — по три. И хорватское, и сербское правосудие продолжают расследование по установлению личности убийц офицеров на плацу казармы.